# Francisco de la Torre (Musiker)
Francisco de la Torre (* um 1460 in Sevilla (unsicher); † Februar 1507 in Sevilla; aktiv von 1483 bis 1504) war ein spanischer Komponist und Sänger der Renaissance.

## Leben und Wirken
Über Francisco de la Torre gibt es nur Dokumente aus seiner aktiven Zeit; vermutlich wurde er um 1460 in Sevilla geboren. Er wirkte ab dem 1. Juli 1483 als Sänger an der Musikkapelle des Hofs im Königreich Aragon mit einem Jahresgehalt von 25000 Maravedís. Nach fünf Jahren, am 15. Juli 1488, bekam er von König Ferdinand II. (Regierungszeit 1479–1516; später: Ferdinand V. von Kastilien und León) die Hälfte einer Pfründe, eine Art regelmäßiges Einkommen in de la Torres Fall aus einem weltlichen Amt. In diesem Dienst blieb er bis um das Jahr 1500. Danach wurde er Kurat (Hilfspfarrer) an der Kathedrale seiner Heimatstadt Sevilla. Hier übernahm er am 10. Februar 1503 für kurze Zeit die Leitung der Sängerknaben; dieses Amt übergab er dann in die Verantwortung des neuen Kapellmeisters der Kathedrale, Alonso de Alva. Am 30. September 1504 erreichte er die Position eines compañero, die etwas unterhalb eines Kanonikers liegt. In dieser Stellung und diesem Rang blieb er bis zu seinem Tod im Februar 1507, der vermutlich eine Folge der Pest war.

## Bedeutung
Alle weltlichen Werke von Francisco de la Torre sind während seiner Tätigkeit an der königlichen Kapelle Aragons entstanden, während die liturgischen Kompositionen der Zeit danach zuzuordnen sind. Die weltlichen Werke erfüllen die höfischen Bedürfnisse nach Unterhaltung, Untermalung und Selbstdarstellung; ihre Überlieferung beschränkt sich auf eine sehr kleine Zahl von Quellen. Von diesen Stücken sind besonders bemerkenswert Dime triste, coraçon („Sag mir, trauriges Herz“), welches La Follia zitiert, und der dreistimmige höfische Instrumentaltanz Danza alta aus dem Cancionero Musical de Palacio, das auf La Spagna beruht. Einige seiner weltlichen Romances erinnern an die feierliche phrygische Polyphonie von Juan de Urrede. Die liturgischen Werke des Komponisten wurden dagegen in der spanischen Kirche auf breiter Basis angenommen, weil ein entsprechendes Netzwerk den Austausch der geistlichen Musik zwischen den verschiedenen Kirchen begünstigte. Von diesen ist besonders die Begräbnismotette Libera me von großer Schönheit und Ausdruckskraft. Die Romance Pascua d’Espiritu santo wurde für oder in Erinnerung an die Feierlichkeiten komponiert, welche zum Fronleichnamsfest am Tag nach der Kapitulation der Stadt Ronda seitens der Mauren am 1. Juni 1485 stattfanden. Der betreffende Text könnte ein Fragment von Hernando de Riberas gedichteter Darstellung der Ereignisse in den Kriegen zur Rückeroberung Granadas von den Mauren sein.

## Werke
- Geistliche Werke
  - Libera me zu vier Stimmen (teilweise "Jo. Ancheta" zugeschrieben)
  - Ne recorderis zu vier Stimmen (teilweise "Sanabria" zugeschrieben)
- Weltliche und religiöse Werke
  - Villancico Adoramoste, Señor Dios y ombre verdadero, Refrain aus Lucas Fernández, Auto de la Pasión
  - Villancico Adoramoste, Señor Dios y ombre Jhesu Christo
  - Romance Ayrado va el gentilonbre zu vier Stimmen
  - Villancico Damos gracias a ti, Dios zu drei Stimmen
  - Villancico Dime triste coraçon zu vier Stimmen (Vorlage: La Follia)
  - Villancico Justa fue mi perdiçióne zu vier Stimmen (Text: Boscán oder Jorge Manrique)
  - Villancico La que tengo no es prisión zu drei Stimmen (Text: Conde de Cifuentes)
  - Villancico No fie nadie en amor zu drei Stimmen
  - Villancico O quán dulçe serías, muerte zu drei Stimmen
  - Cosante Pánpano verde zu vier Stimmen
  - Romance Pascua d’Espiritu santo zu drei Stimmen (1485)
  - Romance fronterizo Por los campos de los moros zu drei Stimmen
  - Villancico Pues que todo os descontenta zu drei Stimmen
  - Villancico Triste, qué será de mil zu vier Stimmen
  - Instrumentaler Tanzsatz Alta (Vorlage: La Spagna).

## Ausgaben
- F. Asenjo Barbieri: Cancionero musical de los siglos XV y XVI, Madrid 1890
- La Música en la Corte de los Reyes Católicos, hrsg. von Higini Anglés, 2 Bände, Barcelona 1947 und 1951 (= Monumentos de la música española Nr. 5, S. 10)
- Cancionero Musical de Palacio, hrsg. von J. Romeu Figueras, 2 Bände, Barcelona 1965 (= Monumentos de la música española Nr. 14)
- Cancionero Musical de la Colombina, hrsg. von M. Querol Gavaldá, Barcelona 1971 (= Monumentos de la música española Nr. 33), Nr. 48.